# Teruaki Kobayashi
Teruaki Kobayashi (japanisch 小林 久晃 Kobayashi Teruaki; * 20. Juni 1979 in der Präfektur Ibaraki) ist ein ehemaliger japanischer Fußballspieler.

## Karriere
Kobayashi erlernte das Fußballspielen in der Schulmannschaft der Hasaki Yanagawa High School und der Universitätsmannschaft der Komazawa-Universität. Seinen ersten Vertrag unterschrieb er 2002 bei den JEF United Ichihara. Der Verein spielte in der höchsten Liga des Landes, der J1 League. Im August 2003 wechselte er zum Zweitligisten Montedio Yamagata. Für den Verein absolvierte er 79 Ligaspiele. 2006 wechselte er zum Ligakonkurrenten Vissel Kobe. Am Ende der Saison 2006 stieg der Verein in die J1 League auf. Für den Verein absolvierte er 60 Ligaspiele. 2011 wechselte er zum Ligakonkurrenten Ventforet Kofu. Für den Verein absolvierte er 11 Erstligaspiele. 2012 wechselte er zum Ligakonkurrenten Sagan Tosu. Für den Verein absolvierte er 63 Erstligaspiele. Ende 2016 beendete er seine Karriere als Fußballspieler.